# ISO 9000

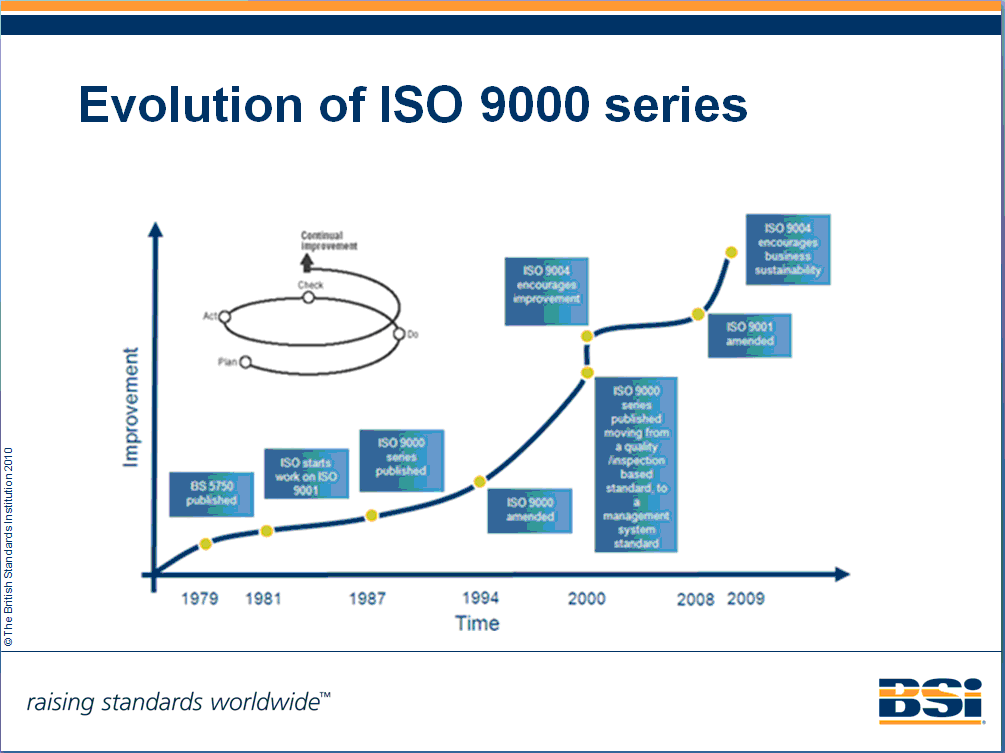
Vývoj řady ISO 9000

Řada norem ISO 9000 definuje systém managementu kvality. Tyto normy vydává Mezinárodní organizace pro normalizaci. Normy umožňují prokázat daným organizacím schopnost výroby či distribuci produktů v souladu se všemi nezbytnými předpisy a potřebami zákazníka.
Členem ISO (Mezinárodní organizace pro normalizaci) je i Česká republika a pro označení svých norem využívá zkratku ČSN. Povinností členských zemí ISO je přeložit a vydat nově vydanou ISO normu, a to v termínu do 6 měsíců. Překlad však v případě sporů nenahrazuje originál v anglickém jazyce.

## Historie ISO9000
Normy ISO 9000 byly poprvé zveřejněny v roce 1987 a vzešly z řady norem BS 5750 (British Standard).[zdroj⁠?!] Určité úpravy a revize proběhly v roce 1994, ale až v roce 2000 vznikla nová ucelená řada ISO 9000, která sloučila tři standardy (ISO 9001, ISO 9002, ISO 9003). V roce 2008 byl systém doplněn o normu ISO 9004, která pouze rozšiřuje již fungující systémy.[zdroj⁠?!]

## Další informace
Aby mohla řada ISO 9000 udržet svou účinnost, jsou normy periodicky revidovány, aby bylo možné využívat nový vývoj v oblasti řízení jakosti a také ze zpětné vazby uživatelů. ISO / TC 176, která se skládá z odborníků z firem a dalších organizací po celém světě, sleduje používání norem, aby zjistila, jak mohou být zlepšeny tak, aby vyhovovaly potřebám a očekáváním uživatelů při příštích revizích. Všechny normy ISO jsou pravidelně kontrolovány z hlediska relevance; změny jsou provedeny, pokud je prokázána potřeba zlepšit standard.
Na základě informací od uživatelské komunity bude ISO / TC 176 nadále hodnotit a přijímat nové koncepce v oblasti řízení kvality pro začlenění do norem ISO. To může zahrnovat iniciativy specifické pro daný sektor a podpůrné dokumenty v rámci rodiny ISO 9000. Většina technických komisí ISO rozpozná strukturu normy ISO 9001, pokud jsou vypracovány nové standardy systémů řízení pro jiné nebo specifické účely.
Závazek společnosti ISO k udržení hybnosti ISO 9000 prostřednictvím recenzí, zdokonalování a zefektivnění norem zaručuje, že vaše investice do systému ISO 9000 dnes budou i nadále poskytovat efektivní řešení správy do budoucnosti.
Pro vytvoření jednotných pravidel a jednotného rámce zabezpečování jakosti v organizacích všech typů a velikostí byly vypracovány normy řady ISO 9000. Poslední revize těchto norem proběhla v roce 2015. Jedná se o normy:
- ISO 9000:2015 – norma popisuje zásady systémů managementu jakosti a specifikuje terminologii systémů managementu jakosti,
- ISO 9001:2015 – tato norma specifikuje požadavky na systémy managementu jakosti pro použití v případě, že je zapotřebí prokázat způsobilost organizace k poskytování výrobků, které splňují požadavky zákazníka a aplikovatelné požadavky předpisů,
- ISO 9004:2009 – tato norma poskytuje návod na systémy managementu jakosti, včetně procesů pro neustálé zlepšování, které přispívají ke spokojenosti zákazníků organizace a jiných zainteresovaných stran.[4]

Certifikace systému managementu organizace (tj. jejího systému řízení) podle ISO 9001 přináší organizacím zvýšení důvěryhodnosti skrz mezinárodně uznávaný certifikát. Jedná se však o nepovinnou aktivitu. Platnost certifikátu je 3 roky (během kterých se provádí kontrolní/dozorové audity), a pak je třeba absolvovat další (recertifikační) audit. Certifikace mohou využít jakékoliv společnosti zabývající se výrobou, distribucí nebo servisem. Jedná se o všechny organizace od nemocnic po poskytovatele internetového připojení.
Normy ISO 9000 jsou dostupné prostřednictvím tzv. národních orgánů, v ČR je jím ÚNMZ. Lze dohledat seznamy certifikovaných společnosti a seznamy společností s neplatnými certifikáty.

## Důvody k držení certifikátů
Globální přijetí ISO 9001 může být způsobeno řadou faktorů. Většina významných odběratelů vyžaduje, aby jejich dodavatelé měli v držení certifikát ISO 9001. Kromě toho mnoho studií ukázalo na znatelné finanční benefity, plynoucí z držení certifikátu 9001. Roku 2011 britská certifikační agentura (British Assessment Bureau) ukázala, že 44% jejich klientů získalo novou zakázku, stejně tak další společnosti poskytující certifikát zaznamenaly značné nárůsty obchodů jejich klientů, oproti necertifikovaným společnostem.

## Obecné zásady ISO 9000
Normy ISO řady 9000 jsou založeny na sedmi obecných zásadách, zavazujících zejména vrcholový management a platných a použitelných pro jakýkoliv typ organizace:
1. Zaměření na zákazníka:
  - Pochopte potřeby stávajících a budoucích zákazníků,
  - Sladění organizačních cílů s potřebami a očekáváními zákazníků,
  - Uspokojte požadavky zákazníků,
  - Měření spokojenosti zákazníků,
  - Správa vztahů se zákazníky,
  - Snažte se překonat očekávání zákazníků,
2. Vedení lidí:
  - Stanovte vizi a směr organizace,
  - Nastavte náročné cíle,
  - Model organizačních hodnot,
  - Vytvořte důvěru,
  - Vybavte a posilněte zaměstnance,
  - Uznávejte příspěvky zaměstnanců,
3. Zapojení lidí:
  - Zajistěte, aby byly lidské schopnosti využívány a oceňovány,
  - Udělat lidem zodpovědnost,
  - Umožnit účast v neustálém zlepšování,
  - Vyhodnoťte individuální výkon,
  - Povolit sdílení učení a znalostí,
  - Povolit otevřenou diskusi o problémech a omezeních,
4. Procesní přístup:
  - Správa činností jako procesů,
  - Změřte schopnost činností,
  - Identifikujte vazby mezi činnostmi,
  - Upřednostněte příležitosti ke zlepšení,
  - Rozložte zdroje efektivně,
5. Zlepšení:
  - Zlepšete výkon a schopnosti organizace,
  - Vyrovnejte zlepšovací aktivity,
  - Posílejte lidem zlepšení,
  - Opatření měříme důsledně,
  - Oslavte zlepšení,
6. Rozhodování založené na důkazech:
  - Zajistěte dostupnost přesných a spolehlivých dat,
  - Pro analýzu dat použijte vhodné metody,
  - Proveďte rozhodnutí na základě analýzy,
  - Analýza bilance dat s praktickými zkušenostmi,
7. Správa vztahů:
  - Identifikujte a vyberte dodavatele, abyste spravovali náklady, optimalizovali zdroje a vytvořili hodnotu,
  - Vytvořte vztahy s ohledem na krátkodobé i dlouhodobé,
  - Sdílejte odborníky, zdroje, informace a plány s partnery,
  - Spolupracujte na zlepšovacích a rozvojových aktivitách,
  - Uznávejte úspěchy dodavatelů.[12]

## Počet držitelů certifikátů
Růst certifikací ISO 9001 je uveden v tabulkách níže:
| 2000    | 2001      | 2002      | 2003      | 2004    | 2005      | 2006      | 2007    |
| ------- | --------- | --------- | --------- | ------- | --------- | --------- | ------- |
| 409,421 | 510,616   | 561,747   | 567,985   | 660,132 | 773,867   | 896,929   | 951,486 |
| 2008    | 2009      | 2010      | 2011      | 2012    | 2013      | 2014      | 2015    |
| 982,832 | 1,064,785 | 1,118,510 | 1,111,698 |         | 1,126,460 | 1,138,155 |         |

| pořadí | stát               | počet certifikátů |
| ------ | ------------------ | ----------------- |
| 1      | Čína               | 297,037           |
| 2      | Itálie             | 138,892           |
| 3      | Rusko              | 62,265            |
| 4      | Španělsko          | 59,854            |
| 5      | Japonsko           | 59,287            |
| 6      | Německo            | 50,583            |
| 7      | Spojené království | 44,849            |
| 8      | Indie              | 33,250            |
| 9      | Spojené státy      | 25,101            |
| 10     | Korea              | 24,778            |

| pořadí | stát               | počet certifikátů |
| ------ | ------------------ | ----------------- |
| 1      | Čína               | 257,076           |
| 2      | Itálie             | 130,066           |
| 3      | Japonsko           | 68,484            |
| 4      | Španělsko          | 59,576            |
| 5      | Rusko              | 53,152            |
| 6      | Německo            | 47,156            |
| 7      | Spojené království | 41,193            |
| 8      | Indie              | 37,493            |
| 9      | Spojené státy      | 28,935            |
| 10     | Korea              | 23,400            |